# Ismael Merlo Piquer
Ismael Merlo Piquer (València, 1 de setembre del 1918 − Madrid, 10 de setembre del 1984) va ser un actor valencià. Va néixer en una família d'artistes, sent els seus pares els actors Abelardo Merlo Bort i Amparo Piquer Adsuara.

## Filmografia

### Cinema
- ¡Polizón a bordo! (1941)
- Rojo y negro (1942)
- La rueda de la vida (1942)
- No te niegues a vivir (1942)
- La niña está loca (1943)
- Cristina Guzmán (1943)
- Ídolos (1943)
- Cuento de hadas (1951)
- La moza de cántaro (1954)
- Llegaron los franceses (1959)
- Pescando millones (1959)
- La fiel infantería (1960)
- El litri y su sombra (1960)
- Trío de damas (1960)
- Ventolera (1962)
- Aprendiendo a morir (1962)
- La viudita naviera (1962)
- Mentirosa (1962)
- Los que no fuimos a la guerra (1962)
- Tú y yo somos tres (1962)
- Sabían demasiado (1962)
- Escuela de seductoras (1962)
- Trigo limpio (1962)
- Llovidos del cielo (1962)
- Esa pícara pelirroja (1963)
- El sol en el espejo (1963)
- La pandilla de los once (1963)
- La batalla del domingo (1963)
- Trampa mortal (1963)
- El precio de un asesino (1963)
- La chica del trébol (1964)
- Los Gatos Negros (1964)
- La boda era a las doce (1964)
- Fin de semana (1964)
- Los gatos negros (1964)
- La caza (1966)
- Las viudas (1966)
- Jugando a morir (1966)
- Experiencia prematrimonial (1972)
- Flor de santidad (1973)
- La semana del asesino (1973)
- Las señoritas de mala compañía (1973)
- Tormento (1974)
- Una pareja... distinta (1974)
- La revolución matrimonial (1974)
- La madrastra (1974)
- Furtivos (1975)
- Las protegidas (1975)
- Madrid, Costa Fleming (1976)
- Les llargues vacances del 36 (1976)
- Los hijos de... (1976)
- Climax (1977)
- Paco el seguro (1979)
- La campanada (1980)
- Las autonosuyas (1983)
- Entre hermanos (1984)

### Televisió
- Gran teatro (1963)
- Primera fila (1963-1964)
- Confidencias (1963-1964)
- Escuela de maridos (1964)
- Estudio 1 (1965-1983)
- Autores invitados (1966)
- Teatro de siempre (1967-1972)
- Sospecha (1971)
- Las doce caras de Eva (1971)
- A través de la tiniebla(1971)
- Hora once (1971-1972)
- Siete piezas cortas (1972)
- Compañera te doy (1973)
- Novela (1973)
- Telecomedia(1974)
- Ficciones (1974-1981)
- El teatro (1975-1977)
- Teatro estudio (1977)
- Noche de teatro (1978)
- Que usted lo mate bien (1979)
- El señor Villanueva y su gente(1979)
- Ramón y Cajal (1982)
- La máscara negra (1982)
- La comedia (1983-1984)
- Ninette y un señor de Murcia (1984)
- Goya (1985)

### Teatre
Llista no completa
- Con la vida del otro (1945)
- Una noche de primavera sin sueño (1952)
- La vida en un bloc (1953)
- En cualquier Puerta del Sol (1956)
- Usted puede ser un asesino (1958)
- Cuatro y Ernesto (1960)
- Cuidado con las personas formales (1960)
- De profesión sospechoso (1962)
- Don Juan Tenorio (1964)
- Amor dañino o la víctima de sus virtudes (1969)
- Flor de Santidad (1973)
- La muchacha sin retorno (1974)
- La casa de Bernarda Alba (1976)
- Las galas del difunto (1978)
- El lío nuestro de cada día (1978)
- Lo que vio el mayordomo (1979)
- Petra Regalada (1980)
- El Grito (1982)
- El caso de la mujer asesinadita (1983)
- Diálogo secreto (1984)

## Premis
| Any  | Premi                                   | Categoria              | Títol                  | Resultat  |
| ---- | --------------------------------------- | ---------------------- | ---------------------- | --------- |
| 1974 | Sindicat Nacional d'Espectacle, Espanya | Millor actor secundari | Una pareja... distinta | Guanyador |